# Sân bay Kassala
Sân bay Kassala (IATA: KSL, ICAO: HSKA) là một sân bay ở Kassala, thành phố thủ phủ của bang Kassala, Sudan.

## Vị trí và cơ sở hạ tầng
Sân bay nằm ở độ cao 1.671 feet (509 m) so với mực nước biển. Nó có một đường băng được ký hiệu 02/20, với kích thước 2.500 x 45 mét (8.202 ft × 148 ft).

## Hãng hàng không và điểm đến
| Hãng hàng không | Các điểm đến |
| --------------- | ------------ |
| Badr Airlines   | Khartoum     |